# Peromyia culta
Peromyia culta är en tvåvingeart som beskrevs av Jaschhof 2004. Peromyia culta ingår i släktet Peromyia och familjen gallmyggor. Inga underarter finns listade i Catalogue of Life.